# 艾克納方程
艾克納方程是質量守恆的定理，是有關河流中沉積物的質量守恆。最早是由奧地利氣象學家及沈積物學家费利克斯·马力亚·埃克斯纳開始研究，艾克納方程因此而得名。
艾克納方程的重要性在於水深與斜度會影響其剪應力，從而引起地區侵蝕及堆積作用。

## 方程式
艾克納方程描述河流在河流作用下，沉积物搬运過程的質量守恆定理．河底的高度會隨累積的沈積物而漸漸增加（河流淤積），會因沈積物隨著河流清出而漸漸下降（陵夷作用）。

### 基礎方程式
此方程提到河床高度{\displaystyle \eta }隨著時間{\displaystyle t}的變化，等於沉积物通量散度的負值，除以颗粒填集密度（grain packing density）{\displaystyle \varepsilon _{o}}的結果
{\displaystyle {\frac {\partial \eta }{\partial t}}=-{\frac {1}{\varepsilon _{o}}}\nabla \cdot \mathbf {q_{s}} }
其中 {\displaystyle \varepsilon _{o}} 可以表示為 {\displaystyle (1-\lambda _{p})}，其中 {\displaystyle \lambda _{p}} 為河床的孔隙率。
自然界 {\displaystyle \varepsilon _{o}} 的範圍約在0.45 至0.75之間，若是球形顆粒依随机密堆积的方式堆積，其數值約為 0.64，密堆积的上限為0.74048（參照最密堆积），但在自然界不太可能以最密堆積的方式堆積，因此多半是用隨機密堆積的方式進行，這也是較合理的上限。
一維的艾克納方程常會因為計算的方便或/及缺乏相關資料而出現。一般以是往下游的方向{\displaystyle x}為準，因為一般關注的也是隨著河流往下，河流的侵蚀作用及堆積作用
{\displaystyle {\frac {\partial \eta }{\partial t}}=-{\frac {1}{\varepsilon _{o}}}{\frac {\partial \mathbf {q_{s}} }{\partial x}}}

### 包括高度因外力變化的方程式
此情形下的艾克納方程會在質量守恆式子中包括地層下陷的項{\displaystyle \sigma }，這允許在河床高度因外在因素影響時，計算河床的絕對高度{\displaystyle \eta }對時間的變化，外在因素可能是地质构造或是地殼均衡造成的高度變化，若河床高度隨時間增加，{\displaystyle \sigma } 為正值，若河床高度隨時間減少增加，{\displaystyle \sigma }為負值。
{\displaystyle {\frac {\partial \eta }{\partial t}}=-{\frac {1}{\varepsilon _{o}}}\nabla \cdot \mathbf {q_{s}} +\sigma }